# Ineke van Gent
Wilhelmina (Ineke) van Gent (Arnhem, 21 juni 1957) is een Nederlands politica en bestuurster. Ze is lid van GroenLinks en van de PvdA. Sinds 26 september 2017 is ze burgemeester van Schiermonnikoog. Van 19 mei 1998 tot 20 september 2012 was ze Tweede Kamerlid.

## Levensloop
Van Gent is de dochter van een onderofficier bij het leger. Na de mavo (tussen 1969 en 1974) en havo (tussen 1974 en 1976) doorlopen te hebben, studeerde ze tussen 1976 en 1980 aan de sociale academie. Tijdens haar studie werkte ze als verkoopster bij de HEMA, werkster, kinderoppas en kantinemedewerkster. Ook was zij actief in de PSJG, de jongerenorganisatie van de Pacifistisch Socialistische Partij en bij Rock against Racism.
In 1982 werkte ze als hulpverlener bij de Stichting Toevluchtsoord voor vrouwen met/zonder kinderen. Vervolgens werkte zij tussen 1982 en 1985 als sociaal adviseur bij het gemeentelijk huisvestingsbureau te Groningen. Zij was in deze tijd lokaal actief binnen de PSP in Groningen.

## Groningen en FNV
Van 1985 tot 1994 was ze gemeenteraadslid in Groningen, eerst voor de PSP, later voor GroenLinks, toen de PSP daarin was opgegaan. Sinds 1990 was zij fractievoorzitter. Ze was tijdens deze periode ook lid van de partijraad van de PSP en later van de GroenLinkse Raad. In 1993 was zij kandidaat-lijsttrekker van GroenLinks. Uiteindelijk zou het koppel Brouwer-Rabbae het interne referendum winnen. Tussen 1994 en 1998 werkte ze als districtshoofd voor FNV regio Noord.

## Tweede Kamerlid
Na de parlementsverkiezingen van 1998 werd ze op 17 mei van dat jaar lid van de Tweede Kamer voor GroenLinks. Sinds 2002 was zij fractiesecretaris. Binnen de Tweede Kamer hield Van Gent zich met name bezig met sociale thema's en dierenwelzijn.

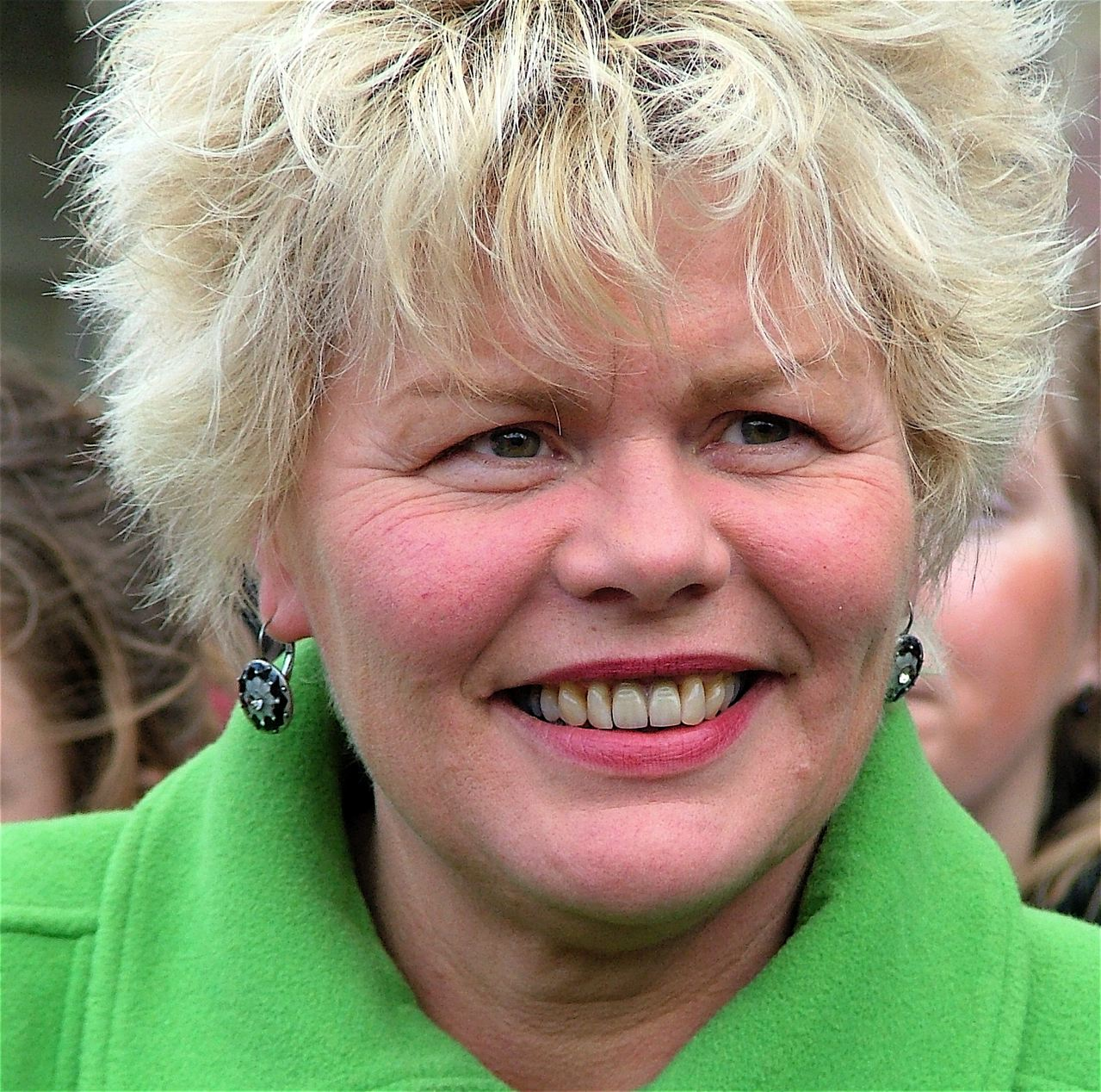
Van Gent in 2007.

Bij een aantal gewetenskwesties heeft Van Gent zich onafhankelijk opgesteld. Zo stemde zij met Farah Karimi voor het stopzetten van de NAVO-bombardementen in Kosovo. In 2001 behoorde zij tot de minderheid van de gezamenlijke GroenLinks-fracties die tegen het wetsvoorstel stemden waarin aan de prins van Oranje toestemming werd verleend voor een huwelijk met Máxima Zorreguieta omdat ze republikein is. Even later stemde ze daarom ook tegen het huwelijk van prins Constantijn en Laurentien Brinkhorst. Op de keer kort na de aanslagen van 11 september 2001 en één andere keer na, is Van Gent ook consistent afwezig geweest op Prinsjesdag uit protest tegen de monarchie, maar benadrukte niets persoonlijks tegen Beatrix, Willem-Alexander of Máxima te hebben. In datzelfde jaar nam ze afstand van het eerder door haar fractie ingenomen standpunt steun te verlenen aan het militaire optreden tegen het Taliban-regime in Afghanistan. Ook stemde zij, als enige van GroenLinks, in de vroege nachtelijke uren van vrijdag 28 januari 2011 tegen de geïntegreerde politietrainingsmissie in Kunduz (Afghanistan)
Van Gent heeft een aantal initiatief-wetsvoorstellen gedaan. In 2003 diende zij er een in waardoor de rechtspositie van 'klokkenluiders' beter beschermd moet worden en in datzelfde jaar kwam ze met een voorstel voor het verstrekken van huursubsidie aan bewoners (met name studenten) van onzelfstandige woonruimte. In 2006 diende zij samen met Femke Halsema een voorstel in tot opneming in de Grondwet van een zorgplicht voor het welzijn van dieren. Dit wetsvoorstel is in 2019 ingetrokken. In 2007 diende zij een initiatiefwetsvoorstel in over het toekennen van een 'babyverlof' aan de partners van moeders na bevalling. Dit wetsvoorstel werd in 2010 door de Tweede Kamer verworpen.
In de periode 2006-2010 was zij woordvoerder voor Landbouw, Natuur en Voedselkwaliteit, Nederlands-Antilliaanse en Arubaanse Zaken, Sociale Zaken en Werkgelegenheid, Volkshuisvesting, Ruimtelijke Ordening en Milieubeheer, Wonen, Wijken en Integratie, het Presidium, de Commissie voor de Verzoekschriften en voor de Burgerinitiatieven en de Commissie voor de Werkwijze.
Van Gent kwam eigenlijk niet in aanmerking om aan de parlementsverkiezingen van 2010 deel te nemen, omdat zij er al drie termijnen als Kamerlid had opzitten; het maximum dat bij GroenLinks is toegestaan. Zij vroeg dispensatie aan en kreeg alsnog toestemming, maar werd op een onverkiesbare plaats gezet. Na een actie, onder de naam 'zet een moordwijf op vijf', kreeg ze door het partijcongres de vijfde plaats op de kieslijst toegewezen; een zekere verkiesbare plaats. Daardoor kon zij haar Kamerlidmaatschap voortzetten.
Na de parlementsverkiezingen 2010 was zij woordvoerder arbeid & zorg, emancipatie, openbaar vervoer en Koninkrijksrelaties.
In april 2012 blunderde Van Gent tijdens een 3FM-interview. Zij bevestigde desgevraagd dat de Amerikaanse oud-president Richard Nixon een goede spindoctor kan zijn voor de herverkiezing van de Amerikaanse president Barack Obama. Nixon overleed echter al in 1994.
Na de val van het eerste kabinet-Rutte betekenden de parlementsverkiezingen van 2012 haar definitieve einde als Kamerlid. In de aanloop naar haar afscheid gaf zij in juli 2012 een interview aan dagblad de Volkskrant, waarin zij aangaf dat het fractiebestuur van GroenLinks in de Tweede Kamer sinds de zomer van 2011 niet meer functioneerde. "Er was niet de juiste chemie, laat ik het zo zeggen", vertelde ze. Van Gent maakte als vicefractievoorzitter deel uit van het bestuur. Zij stelde verkeerd geciteerd te zijn, maar de krant ontkende dat. Van Gent lag vooral overhoop met fractievoorzitter Jolande Sap.
Bij haar vertrek als Kamerlid op 20 september 2012 kwam Van Gent automatisch in aanmerking voor een koninklijke onderscheiding, omdat zij langer dan tien jaar Kamerlid was geweest. Deze werd echter door haar geweigerd uit republikeinse overtuiging en omdat ze 'er weinig mee heeft dat je een onderscheiding krijgt omdat je ergens langere tijd zit'.
Van Gent heeft als parlementslid in veertien jaar tijd 1.157 moties ingediend of mede ingediend. Daarvan werden er 347 aangenomen, 549 verworpen, 40 ingetrokken en 105 vervielen.
Bij de Tweede Kamerverkiezingen 2017 was zij lijstduwer voor GroenLinks.

## NS en Schiermonnikoog
Op 15 februari 2013 werd Van Gent regiodirecteur NoordOost bij de Nederlandse Spoorwegen. Het werkgebied van deze regio betreft de provincies Overijssel, Gelderland, Drenthe, Friesland en Groningen.
Medio juli 2017 werd ze door de gemeenteraad van Schiermonnikoog uit 69 kandidaten voorgedragen als nieuwe burgemeester. Eind augustus 2017 werd zij benoemd en de benoeming ging in op 26 september 2017 en op die datum werd zij tijdens een raadsvergadering ook geïnstalleerd.
Op 15 april 2025 heeft Van Gent haar vertrek als burgemeester van Schiermonnikoog 1 per januari 2026 aangekondigd.

## Nevenfuncties
Eind november 2018 werd bekendgemaakt dat zij aan de slag gaat als informateur voor de nieuwe gemeente Groningen om te verkennen welke partijen samen een stabiel en eensgezind college kunnen vormen. Medio december 2018 adviseerde zij om een coalitie te vormen van GroenLinks, PvdA, D66 en ChristenUnie. Mattias Gijsbertsen werd daarna formateur.
Op 3 juni 2022 werd bekend dat de ministerraad heeft ingestemd met de benoeming van Van Gent tot voorzitter van het Adviescollege Openbaarheid en Informatiehuishouding. Samen met Amma Asante en Martin Berendse vormt zij het adviescollege. Dit adviescollege, dat op grond van de Wet open overheid is ingesteld, zal de regering en het parlement gevraagd en ongevraagd adviseren over de openbaarmaking van overheidsinformatie en de meerjarenplannen voor verbetering van de informatiehuishouding. Ook krijgt het adviescollege een bemiddelingstaak voor journalisten en wetenschappers.

## Trivia
In 2024 deed Van Gent mee aan het 23e seizoen van De Slimste Mens.
- Parlement.com: vg09lljwy3zg